# Адміністративний поділ Тонги

Адміністративний поділ Тонга

Адміністративно Королівство Тонґа розділене на п'ять адміністративних округів: Вавау, Ніуас, Тонґатапу, Хаапай та Еуа. Округи своєю чергою поділяються на райони та селища.
| № | Округ     | Назва на англійській мові | Адміністративний центр | Площа, км² | Площа заселених островів, км² | Населення (2006 рік) | Населення (2011 рік) | Населення (2016 рік) | Щільність, осіб/км² |
| - | --------- | ------------------------- | ---------------------- | ---------- | ----------------------------- | -------------------- | -------------------- | -------------------- | ------------------- |
| 1 | Вавау     | Vava'u                    | Неїафу                 | 161        | 131.3                         | 15 505               | 14 922               | 13 738               | 92,7                |
| 2 | Ніуас     | Niuas                     | Хіхіфо                 | 72         | 71,9                          | 1665                 | 1282                 | 1232                 | 17,8                |
| 3 | Тонґатапу | Tongatapu                 | Нукуалофа              | 275,5      | 272                           | 72 045               | 75 416               | 74 611               | 274                 |
| 4 | Хаапай    | Ha'apai                   | Пангаї                 | 132,11     | 114,2                         | 7570                 | 6616                 | 6125                 | 50,2                |
| 5 | Еуа       | 'Eua                      | Охонуа                 | 88,3       | 88                            | 5206                 | 5016                 | 4945                 | 56,8                |
|   | Всього    |                           |                        | 728,8      | 677,4                         | 101 991              | 101 991              | 100 651              | 142,1               |

До складу округу Вавау входять 6 районів: Неіафу, Леіматуа, Хахаке, Пангаімоту, Хіхіфо та Моту. До складу округу Ніуас входять 2 райони: Ніуатопутапу і Ніуафооу. До складу округу Тонґатапу входять 7 районів: Колофооу, Коломотуа, Ваіні, Татакамотонґа, Лапаха, Нукунуку та Коловаі. До складу округу Хаапай входять 6 районів: Ліфука, Фоа, Уіха, Лулунґа, Кауваи-Хаано и Муомуа. До складу округу Еуа входять 2 райони: Еуа-Мотуа та Еуа-Фооу.